# Willie Cunningham
William "Willie" Cunningham (20 de fevereiro de 1930 - 31 de agosto de 2007) foi um futebolista norte-irlandês que atuava como zagueiro.

## Carreira
Cunningham competiu na Copa do Mundo FIFA de 1958, sediada na Suécia, na qual a sua seleção terminou na sétima colocação dentre os 16 participantes.